# Generac Grand Prix 2007
Generac Grand Prix 2007 var den tionde deltävlingen i Champ Car 2007. Racet kördes den 12 augusti på Road America. Sébastien Bourdais tog en oerhört viktig seger, vilken kom att bli nådastöten för hans konkurrenters chanser att vinna titeln, och gav honom ett säkrare avstånd i jakten på sin fjärde raka titel. Hans överlägsenhet i kvalet var i modern racing chockerande 1,581 sekunder. Dan Clarke blev tvåa, med Graham Rahal på tredje plats.

## Slutresultat
| Plats | Förare             | Team                      | Grid | Kvaltid  |
| ----- | ------------------ | ------------------------- | ---- | -------- |
| 1     | Sébastien Bourdais | Newman/Haas Racing        | 1    | 1.41,535 |
| 2     | Dan Clarke         | Minardi Team USA          | 8    | 1.43,439 |
| 3     | Graham Rahal       | Newman/Haas Racing        | 4    | 1.43,162 |
| 4     | Oriol Servià       | Forsythe Racing           | 14   | 1.43,710 |
| 5     | Alex Tagliani      | RSPORTS                   | 6    | 1.43,374 |
| 6     | Jan Heylen         | Conquest Racing           | 9    | 1.43,523 |
| 7     | Tristan Gommendy   | PKV Racing                | 11   | 1.43,565 |
| 8     | Justin Wilson      | RSPORTS                   | 10   | 1.43,525 |
| 9     | Bruno Junqueira    | Dale Coyne Racing         | 5    | 1.43,201 |
| 10    | Neel Jani          | PKV Racing                | 7    | 1.43,417 |
| 11    | Simon Pagenaud     | Team Australia            | 12   | 1.43,581 |
| 12    | Paul Tracy         | Forsythe Racing           | 16   | 1.44,716 |
| 13    | Alex Figge         | Pacific Coast Motorsports | 15   | 1.44,027 |
| 14    | Robert Doornbos    | Minardi Team USA          | 3    | 1.43,137 |
| 15    | Katherine Legge    | Dale Coyne Racing         | 17   | 1.46,901 |
| 16    | Will Power         | Team Australia            | 2    | 1.43,116 |
| 17    | Ryan Dalziel       | Pacific Coast Motorsports | 13   | 1.43,611 |